# Gears of War
Gears of War – komputerowa gra akcji z gatunku strzelanek trzecioosobowych wydana na platformy Xbox 360 i Microsoft Windows. Producentem gry jest Epic Games, wydawcą Microsoft Game Studios, dystrybutorem w Polsce CD Projekt. Amerykańska premiera odbyła się 7 listopada 2006 r., europejska 17 listopada 2006 r.  W wyniku udanej kampanii reklamowej studia Epic Games oraz firmy Microsoft, gra sprzedała się w ponad sześciu milionach egzemplarzy. Gears of War wykorzystuje stworzony przez studio Epic Games silnik Unreal Engine 3. Dzięki  sukcesowi gry, 7 listopada 2008 roku ukazała się jej kontynuacja zatytułowana Gears of War 2. Ogromny sukces serii, doprowadził do zapowiedzi filmu bazującego na pierwszej grze, którego premiera miała odbyć się w roku 2010. Temat filmowej ekranizacji powrócił dopiero w okolicach 2017 roku, a kwestią stworzenia adaptacji ma zająć się Universal Pictures. W 2015 roku wydano pierwszy remaster gry - Gears of War: Ultimate Edition, który ukazał się na konsole Xbox One oraz komputery z systemem Windows.  Na rok 2025 zaplanowana jest premiera drugiego remasteru gry zatytułowanego Gears of War: Reloaded, który ma trafić na konsole PS5 i Xbox Series oraz komputery z systemem Windows. 

## Fabuła
Akcja Gears of War rozgrywa się na planecie Sera, przypominającej Ziemię. Przez wiele lat mieszkańcy Sery toczyli ze sobą wojnę, której głównym powodem był konflikt o surowce. Dzięki odkryciu nowego źródła energii, substancji znanej jako imulsja, doszło do zawieszenia broni i zakończenia wojny. Niedługo później spod powierzchni planety wyszły istoty zwane szarańczą, zaś wydarzenie to nazwane zostało Dniem Wyjścia (Dzień E). Szarańcza zabiła około osiemdziesiąt procent mieszkańców planety, zaś pozostali przy życiu ludzie, nie chcąc dopuścić do przejęcia Sery przez wrogów, zdecydowali się zniszczyć opanowane przezeń miasta przy użyciu satelitów. Ci z ludzi, którzy przeżyli, schronili się w miejscach, gdzie ziemia jest zbyt twarda, by można było się przez nią przekopać, stamtąd tocząc dalszą walkę z szarańczą.
Akcja gry rozpoczyna się czternaście lat po Dniu Wyjścia. Gracz steruje Marcusem Fenixem – doświadczonym żołnierzem, który ze względu na dezercję został skazany na dożywocie. Gdy pogarsza się sytuacja na froncie, głównodowodzący zostają zmuszeni do uwolnienia skazańca i wysłania go do walki.

## Technikalia
Gra oferuje wyjątkowo popularny system rozgrywki online na konsoli Xbox 360, ustępujący obecnie tylko Halo 3 i Call of Duty 4: Modern Warfare. Równocześnie może grać do ośmiu graczy, po czterech w drużynie.
Klimat walki przypomina połączenie gier akcji i survival horrorów. Arsenał bohaterów, jak na futurystyczne czasy, jest całkiem standardowy, składają się nań m.in. karabin, granaty, strzelba oraz ciężki pancerz nie pozwalający na sprint.
Na festiwalu Game Developers Choice Gears of War wygrało w kategoriach Technology, Best Game i Visual Arts.

## Konwersja na PC
10 lipca 2007 r. na konferencji zorganizowanej przez Microsoft oficjalnie potwierdzono wydanie wersji na Microsoft Windows.
W wersji Microsoft Windows zostały wprowadzone spore zmiany w stosunku do edycji znanej z Xboksa 360. Największą z nich, według graczy, było wprowadzenie do gry nowego bossa – Brumaka, którego na Xboksie 360 można było zobaczyć tylko w jednym z filmików wygenerowanych na silniku graficznym gry. Za konwersję Gears of War odpowiada warszawskie studio People Can Fly. Firma została wykupiona przez Epic, gdyż twórcy byli pod bardzo dużym wrażeniem stworzonych przez Polaków map do trybu gry wieloosobowej. Dzięki temu konwersja Gears of War na komputery osobiste została powierzona w pełni ekipie Adriana Chmielarza.

### Zabezpieczenia przed kopiowaniem
W wersji na komputery osobiste zastosowany został system zabezpieczeń przed kopiowaniem (DRM), którego certyfikat wygasł 28 stycznia 2009 roku. Aby uruchomić grę, gracze muszą przestawić datę systemową na wcześniejszą lub pobrać specjalny patch.

## Soundtrack
Gears of War – The Soundtrack – oficjalny soundtrack z gry został wydany 31 lipca 2007. Muzykę skomponował Kevin Riepl, który jest twórcą ścieżek dźwiękowych do Unreal Tournament 2003, 2004 i Unreal Championship.

### Lista utworów
| 1.  | Gears of War               | 4:30    |
|     |                            |         |
| 2.  | 14 Years After E-Day       | 2:55    |
|     |                            |         |
| 3.  | Jacinto Prison             | 2:50    |
|     |                            |         |
| 4.  | Attack of the Drones       | 2:07    |
|     |                            |         |
| 5.  | Embry Square               | 3:04    |
|     |                            |         |
| 6.  | Fish in a Barrel           | 2:55    |
|     |                            |         |
| 7.  | House of Sovereigns        | 5:33    |
|     |                            |         |
| 8.  | Minh's Death               | 1:25    |
|     |                            |         |
| 9.  | Entering the Tombs         | 1:17    |
|     |                            |         |
| 10. | Tomb of the Unknowns       | 1:32    |
|     |                            |         |
| 11. | Ephyra Streets I           | 3:01    |
|     |                            |         |
| 12. | Ephyra Streets II          | 1:42    |
|     |                            |         |
| 13. | Miserable Wretches         | 2:03    |
|     |                            |         |
| 14. | Stay in the Light          | 2:02    |
|     |                            |         |
| 15. | Chap's Gas Station         | 1:23    |
|     |                            |         |
| 16. | Fill 'er Up at Chap's      | 2:16    |
|     |                            |         |
| 17. | I Will Kryll You           | 2:37    |
|     |                            |         |
| 18. | Locust, Wretches & Kryll   | 2:22    |
|     |                            |         |
| 19. | Imulsion Mines             | 3:08    |
|     |                            |         |
| 20. | East Barracade Academy     | 2:04    |
|     |                            |         |
| 21. | The Fenix Estate           | 1:41    |
|     |                            |         |
| 22. | Locust Infestation         | 1:41    |
|     |                            |         |
| 23. | Hidden Lab                 | 1:59    |
|     |                            |         |
| 24. | Running With Boomers       | 2:51    |
|     |                            |         |
| 25. | Oh the Horror              | 1:34    |
|     |                            |         |
| 26. | Train Wreck - Locust Theme | 1:40    |
|     |                            |         |
| 27. | Train Ride to Hell         | 3:55    |
|     |                            |         |
| 28. | Gears of War Reprise       | 3:01    |
|     |                            |         |
|     |                            | 1:09:08 |
|     |                            |         |